# تامینس ۳۱۲۱
سیارک ۳۱۲۱ (به انگلیسی: 3121 Tamines، نامگذاری:1981EV) سه هزار و صد و بیست و یکمین سیارک کشف شده‌است که در ۲ مارس ۱۹۸۱ کشف شد.
قدر مطلق سیارک برابر ۱۳٫۴۰ است.